# Bradypodion fischeri
Bradypodion fischeri este o specie de cameleoni din genul Bradypodion, familia Chamaeleonidae, descrisă de Reichenow 1887.

## Subspecii
Această specie cuprinde următoarele subspecii:
- B. f. fischeri
- B. f. multituberculatus
- B. f. uluguruensis